# Lada (okres Prešov)
Lada je obec na Slovensku, v okrese Prešov v Prešovském kraji. V obci žije 832 obyvatel.

## Poloha
Obec leží na rozhraní Šarišské vrchoviny, Košické kotliny a Nízkých Beskyd v údolí potoka Ladianky. Mírně zvlněná pahorkatina má nadmořskou výšku od 265 do 325 m n. m., střed obce je ve výšce 275 m n. m. Území je z větší části odlesněné a je tvořeno čtvrtohorními usazeninami.
Obec sousedí
|          |                |                                    |
| Kapušany |                | Chmeľovec Nemcovce Šarišská Poruba |
|          | Okružná Trnkov |                                    |

## Historie
Archeologický výzkum v letech 1992 až 1994 doložil, že území bylo osídleno už před 9. stoletím. První písemná zmínka o obci je z roku 1410, kde je nazývána jako Láda. Obec byla v majetku panství Kapušany.
V roce 1427 obec platila daň z 21 port. V roce 1787 žilo v 31 domech 230 obyvatel a v roce 1828 v 41 domech žilo 322 obyvatel.
Hlavní obživou bylo zemědělství a chov dobytka.

## Kostely
Evangelický filiální kostel, jeho stavba byla zahájená v roce 1968 a v roce 1969 přerušena. Kostel byl dostavěn v roce 1992 a slavnostně vysvěcen. Filie náleží pod evangelickou církev a.v. farnost Nemcovce, Šarišsko-zemplínský seniorát ECAV Prešov.
Římskokatolický filiální kostel Proměnění Páně byl postaven  v letech 1992–1998. Filie náleží pod římskokatolickou farnost svatého Martina v Kapušanech, děkanát Prešov-Východ, arcidiecéze košické.